# Flush: A Biography
Flush: A Biography (em português: Flush: Uma Biografia), uma biografia imaginária do cocker spaniel de Elizabeth Barrett Browning, é uma combinação de ficção e não-ficção escrita por Virginia Woolf publicada em 1933. Escrito após a finalização de The Waves, obra emocionalmente exauriente, Woolf voltou ao trabalho de análise imaginativo da história inglesa, que ela começara com Orlando: A Biography, e para o qual voltaria em Between the Acts.
Comumente lido como um tratamento modernista da vida urbana vista pelos olhos de um cão, Flush serve como dura crítica aos métodos supostamente inaturais de vida na cidade. A figura de Elizabeth Barret Browning no texto é muitas vezes lida como uma analogia para outras mulheres intelectuais, como a própria Woolf, que passaram por moléstias, dissimuladas ou reais, como uma parte de seus status de escritoras femininas. As visões emocionais e filosóficas de Woolf, verbalizadas através dos pensamentos de Flush, são principalmente criteriosas e experimentais. Ao passar mais tempo com Barret Browning, Flush torna-se emocionalmente e espiritualmente ligado à poetisa e ambos começam a entender um ao outro, apesar das barreiras linguísticas. Para Flush, cheiro é poesia, mas pra Barrett Browning poesia é impossível sem palavras. Em Flush, Woolf examina as barreiras criadas pela língua existentes entre mulher e animal, ainda que superadas através de ações simbólicas.
Devido à sua natureza subjetiva, o livro foi frequentemente considerado um dos empenhos menos artísticos da escritora. De qualquer modo, é usado o estilo de fluxo de consciência para experimentar uma perspectiva não-humana.

Como inspiração, Virginia usou primeiramente os dois poemas de Browning sobre o cão e a correspondência publicada da poetisa com seu marido, Robert Browning. Desse material, Woolf cria uma biografia da vida de um cão. Já que o cachorro é, primariamente, do interesse de sua dona, a obra é também uma biografia impressionista de Elizabeth Barrett durante os anos mais dramáticos de sua vida. Nesse ponto, Flush majoritariamente recapitula a lenda romântica da vida de Barrett Browning: o confinamento precoce devido a uma doença misteriosa e um pai dedicado porém tirânico; um romance apaixonado com um poeta igualmente talentoso; uma fuga que permanentemente atormenta o pai, mas que permite a Barrett Browning a encontrar a felicidade e a saúde na Itália. Como terceiro ponto, o livro dá a Woolf a oportunidade de voltar a alguns de seus tópicos mais usuais: a glória e a miséria de Londres; o pensamento vitoriano; as diferenças de classe; e as maneiras como as mulheres oprimidas por "pais e tiranos" devem descobrir a liberdade.